# Луций Помпоний Матерн
Вижте пояснителната страница за други личности с името Матерн.
Луций Помпоний Матерн (на латински: Lucius Pomponius Maternus) е сенатор на Римската империя през 1 век.
Произлиза от фамилията Помпонии. През 97 г. той е суфектконсул заедно с Квинт Глиций Атилий Агрикола.